# زارتونک
زارتونک (به ارمنی: Զարթոնք) یک روستا در ارمنستان است که در استان آرماویر واقع شده‌است. در کیلومتری شمال آرماویر، مرکز استان آرماویر واقع شده است.

## خصوصیات
زارتونک ۲٬۳۲۱ نفر جمعیت دارد و در ارتفاع متر بالاتر از سطح دریا قرار گرفته است.